# Trigonopterus ascendens
Trigonopterus ascendens (лат.) — высокогорный вид жуков-долгоносиков рода Trigonopterus из подсемейства Cryptorhynchinae (Curculionidae). Встречаются в горах на острове Новая Гвинея (Jayapura Reg., Poga. Elevation: 2620—2715 м).

## Описание
Мелкие нелетающие жуки-долгоносики, длина от 2,52 до 2,64 мм; в основном буроватого цвета; дорсальная поверхность головы и пронотум чёрные. Тело субовальное, с отчётливой перетяжкой между переднеспинкой и надкрыльями. Пронотум и надкрылья грубо бороздчато-пунктированные. Крылья отсутствуют. Рострум укороченный, в состоянии покоя не достигает середины средних тазиков. Надкрылья с 9 бороздками. Коготки лапок мелкие. В более ранних работах упоминался как «Trigonopterus sp. 169».
Вид был обнаружен в горном тропическом лесу (один из самых высокогорных видов всего рода). Впервые описан в 2013 году немецким колеоптерологом Александром Риделем (Alexander Riedel; Museum of Natural History Karlsruhe, Карлсруэ, Германия), совместно с энтомологами Катайо Сагата (Katayo Sagata; Papua New Guinea Institute for Biological research (PNG-IBR), Goroka, Папуа Новая Гвинея), Суриани Сурбакти (Suriani Surbakti; Jurusan Biology, FMIPA-Universitas Cendrawasih, Kampus Baru, Джаяпура, Папуа, Индонезия), Рене Тэнзлером (Rene Tänzler; Zoological State Collection, Мюнхен) и Майклом Бальке (Michael Balke; GeoBioCenter, Ludwig-Maximilians-University, Мюнхен, Германия), осуществившими ревизию фауны жуков рода Trigonopterus на острове Новая Гвинея.